# Grace Under Pressure (album)
Grace Under Pressure is het tiende album van Rush, uitgebracht in 1984 door Anthem Records en Mercury Records. In 1997 werd het heruitgebracht. Het was het eerste album van Rush zonder producer Terry Brown. Hij werd vervangen door Peter Henderson die ook werkte met Frank Zappa en King Crimson. Het album staat vooral bekend omwille de invloeden van reggae en ska die de band in de muziek verwerkt.

## Nummers
1. Distant Early Warning – 4:56
2. Afterimage – 5:03
3. Red Sector A – 5:09
4. The Enemy Within (Part I of Fear) – 4:34
5. The Body Electric – 4:59
6. Kid Gloves – 4:17
7. Red Lenses – 4:41
8. Between the Wheels – 5:44

## Artiesten
- Geddy Lee - zang, bas, toetsen
- Alex Lifeson - gitaar
- Neil Peart - drums